# Санчес, Оскар Кармело
О́скар Карме́ло Са́нчес Самбра́на (исп. Óscar Carmelo Sánchez Zambrana; 16 июля 1971[…], Кочабамба — 23 ноября 2007, Ла-Пас) — боливийский футболист, защитник. Участник чемпионата мира по футболу 1994 года в составе национальной сборной Боливии.

## Клубная карьера
Санчес начал свою карьеру в молодёжной команде «Ауроры», но так и не попал в основную команду клуба. Он дебютировал в профессиональном футболе в 1991 году в клубе «Стронгест», выиграв с ним чемпионат Боливии в 1993 году.
После успешного выступления сборной на Кубке Америки перешёл в аргентинский клуб «Химнасия и Эсгрима» (Хухуй) за 650 000 долларов. В следующем году стал игроком клуба «Индепендьенте», сумма трансфера составила 1,4 миллиона долларов. Однако из-за травмы колена Санчесу пришлось покинуть клуб и вернуться в «Стронгест» в 2000 году, с которым он в том же году выиграл Кубок Боливии. В 2002 году был отстранён от команды за недисциплинированность, после чего перешёл в «Боливар», за который выступал до 2006 года. Именно в этом клубе Санчес выиграл последние титулы в своей карьере в 2002, 2004 (Апертура), 2005 и 2006 (Клаусура) годах и сумел выйти в финал Южноамериканского кубка 2004 года.
Он вернулся в «Стронгест» во второй раз в 2007 году, где и завершил карьеру в том же году после 6 проведённых матчей.

## Карьера в сборной
Санчес дебютировал за сборную Боливии 20 апреля 1994 года в товарищеском матче против Румынии в Бухаресте, который завершился поражением со счетом 3:0. В 1994 году он вошёл в заявку сборной на чемпионат мира, но на поле так и не появился. В 1997 году был основным защитником сборной на Кубке Америки, появившись в стартовом составе в пяти матчах из шести, и вышел в финал турнира в составе команды. Помимо этого Санчес также принимал участие ещё в двух розыгрышах Кубка Америки, 1995 и 1999 годов, а также Кубке конфедераций 1999 года. Несколько раз футболист выводил свою сборную на поле в статусе капитана команды. Всего в течение двенадцати лет, проведённых в составе сборной Боливии, защитник сыграл 78 матчей и отметился забитыми мячами 6 раз. 

## Болезнь и смерть
В начале 2007 года у Санчеса была обнаружена злокачественная опухоль в почке, в связи с чем он был вынужден удалить орган. По этой причине в марте он завершил свою футбольную карьеру. В его прощальном матче принял участие даже президент Боливии Эво Моралес. В том же году был назначен новым главным тренером клуба и привёл клуб к серии из шести побед подряд. 23 ноября он умер от рака почки в возрасте 36 лет.

## Достижения
Стронгест
- Чемпионат Боливии: 1993
- Кубок Боливии[исп.]: 2000
- Кубок Аэросур: 2007

Боливар
- Чемпионат Боливии: 2002, 2004 (Апертура), 2005 и 2006 (Клаусура)

Боливия
- Финалист Кубка Америки: 1997